# Friesestraatweg (buurt)
De Friesestraatwegbuurt of  Reitdiepswaard (voorheen de Reitdiepzone) is een buurt in aanbouw in de stad Groningen. De buurt ligt ingeklemd tussen de Friesestraatweg en het Reitdiep en wordt in het zuiden begrenst door de spoorlijn Groningen-Sauwerd en in het noorden Knooppunt Reitdiep van de westelijke/noordelijke ringweg. Het is onderdeel van de wijk Nieuw-West.
Het langgerekte gebied werd voorheen gedomineerd door bedrijfspanden en industrie maar zal grotendeels een woonbestemming krijgen waarbij een verscheidenheid aan nieuwbouw is gepland. De complexen Woldring en Crossroads zijn anno 2023 al gerealiseerd.